# Oruza stragulata
Oruza stragulata är en fjärilsart som beskrevs av Arnold Pagenstecher 1900. Oruza stragulata ingår i släktet Oruza och familjen nattflyn. Inga underarter finns listade i Catalogue of Life.